# Психогенний біль
Психогенний біль або психалгія– це фізичний біль, який викликано психічними, емоційними чи поведінковими факторами без ознак фізичної травми чи хвороби.
Головний біль, біль у спині або біль у животі є одними з найпоширеніших типів психогенного болю. Психогенний біль зазвичай провокується соціальним неприйняттям, «розбитим серцем», горем, тугою за коханням, жалем або іншими емоційними факторами. Цей біль також може бути спричинений психологічними розладами, такими як тривога та депресія, які можуть вплинути на початок і рівень болю.

## Визначення поняття
Міжнародна асоціація з вивчення болю (IASP) визначає поняття «біль» як «неприємне сенсорне та емоційне переживання, пов'язане з фактичним або потенційним пошкодженням тканин». У 2020 році це визначення було переглянуто та офіційно опубліковано в 11-му перегляді Міжнародної статистичної класифікації хвороб і проблем, пов'язаних зі здоров'ям (МКБ-11). IASP розширює це визначення та визначає психогенний біль такими пунктами:
- Біль — це завжди особистий досвід, на який різною мірою впливають біологічні, психологічні та соціальні фактори.
- Завдяки своєму життєвому досвіду люди визначають поняття болю.
- Слід поважати стан людини, що відчуває біль .[8]

Крім того, ICD-11 вилучила з довідника попередню класифікацію психогенного болю (як постійний соматоформний больовий розлад) на користь розуміння болю як поєднання фізичних і психосоціальних факторів. Це відображено у визначенні хронічного психогенного болю, який виникає внаслідок багатьох особистих факторів та факторів оточення. Зазначено, що його слід діагностувати «незалежно від визначених біологічних або психологічних факторів».
Деякі фахівці вважають, що психогенний хронічний біль існує як захисний фактор, щоб утримувати небезпечні та придушені емоції у несвідомому стані. Проте залишається суперечливим те, що хронічний психогенний біль може виникати виключно через емоційні причини.
Термін «психогенний біль» почав втрачати актуальність у науковому середовищі через те, що біль має цілком психологічне походження і, отже, не є «реальним». У 1994 році DSM-IV вилучив цей термін на користь більш цілісного поняття «Больовий розлад». Однак термін «психогенний біль» все ще використовується в неангломовній літературі.
У 2016 році було введено термін "ноципластичний біль ", що визначається як хронічний біль, який не можна класифікувати як ноцицептивний, тобто біль, що спричинений активацією ноцицепторів, або як нейропатичний, тобто біль, спричинений пошкодженням нервової системи. Ноципластичний біль виникає внаслідок зміненої функції пов'язаних із болем сенсорних шляхів на периферії та ЦНС (центральної нервової системи), і, на відміну від психогенного болю, його можна діагностувати разом з іншими типами болю.

## Діагностика
Немає спеціального способу тестування психогенного болю, що ускладнює діагностику. Але існує багато різних критеріїв і факторів, які враховуються під час діагностики психогенного болю, а саме:
- Наявність болю
- Сильний біль або страждання
- Порушення повсякденних функцій
- Симптоми визнали ненавмисними
- Симптоми не відповідають критеріям інших потенційних соматичних[en] або психічних розладів[12]

## Лікування
Для багатьох пацієнтів поєднання психотерапії та фармакотерапії може допомогти полегшити або лікувати симптоми психогенного болю. Методи лікування можуть включати когнітивну поведінкову терапію, терапію прийняття та відданості та інші форми, які зазвичай використовуються для лікування хронічного болю. Також можна використовувати інтервенційні методи. Лікування повинно бути спрямоване на усунення глибинних травм та емоційних конфліктів, які можуть призвели до психогенного болю. У випадках, коли терапія та медикаментозне лікування не дають результатів, можуть бути розглянуто хірургічне втручання. Ці операції спрямовані робляться на частини мозку, що пов'язано з розладами настрою та болем. Глибока стимуляція мозку — ще одна можливість лікування, яке стимулює частини мозку, що пов'язані з поведінкою та емоціями, щоб змінити психологічну причину болю.